# Yun San
Me Yun San (tiếng Miến Điện: မယ်ယွန်းစံ phát âm tiếng Miến Điện: [mɛ̀ jʊ́ɴ sàɴ]; 1713 – 1771) là chính cung đại hoàng hậu của Alaungpaya, Vua Miến Điện (Myanmar),và là mẹ của ba vị vua triều Konbaung: Naungdawgyi, Hsinbyushin và Bodawpaya. Bà nổi tiếng với việc duy trì mối quan hệ hòa bình giữa hai người con lớn của mình, Naungdawgyi và Hsinbyushin sau khi chồng Alaungpaya băng hà năm 1760, và đưa con trưởng Naungdawgyi lên ngôi. Bà giá băng năm 1771 vào triều đại của Hsinbyushin.

## Thư tịch học
- Buyers, Christopher. "The Royal Ark: Burma – Konbaung Dynasty". Truy cập ngày 12 tháng 4 năm 2011.
- Htin Aung, Maung (1967). A History of Burma. New York and London: Cambridge University Press.